# EN102-1
A EN 102-1 é uma estrada nacional que integra a rede nacional de estradas de Portugal e que liga a   N 15  perto do Romeu (Mirandela) ao   IP 2  antes da chegada a Macedo de Cavaleiros. Está desclassificada de acordo com o Plano Rodoviário Nacional.